# Halowe Mistrzostwa Europy w Hokeju na Trawie Mężczyzn 2024
XXI Halowe mistrzostwa Europy w hokeju na trawie mężczyzn odbyły się w belgijskim Leuven w dniach 1-4 lutego 2024 roku. Uczestniczyło w nich 10 reprezentacji narodowych.
Złoty medal wywalczyli Niemcy po raz siedemnasty w historii. Polska zdobyła srebrny medal, a brązowy reprezentacja Belgii. Z elity zdegradowana została Ukraina oraz Chorwacja.

## Faza grupowa

### Grupa A
Austria – Chorwacja 6-4 

Niemcy – Hiszpania 6-2 

Hiszpania – Chorwacja 8-6 

Szwajcaria – Austria 2-4 

Szwajcaria – Hiszpania 3-6 

Niemcy – Chorwacja 7-6 

Chorwacja – Szwajcaria 7-8 

Niemcy – Austria 5-5 

Szwajcaria – Niemcy 6-5 

Austria – Hiszpania 8-6

#### Tabela
| Lok. | Drużyna    | Mecze | Punkty | Zw. | Rem. | Por. | Bramki |
| ---- | ---------- | ----- | ------ | --- | ---- | ---- | ------ |
| 1.   | Austria    | 4     | 10     | 3   | 1    | 0    | 23-17  |
| 2.   | Niemcy     | 4     | 7      | 2   | 1    | 1    | 23-19  |
| 3.   | Hiszpania  | 4     | 6      | 2   | 0    | 2    | 22-23  |
| 4.   | Szwajcaria | 4     | 6      | 2   | 0    | 2    | 19-22  |
| 5.   | Chorwacja  | 4     | 0      | 0   | 0    | 4    | 23-29  |

     Awans do półfinału
     Gra o miejsca 5-8
     Gra o miejsca 9-10, spadek z elity

### Grupa B
Czechy – Ukraina 4-4 

Belgia – Portugalia 4-2 

Ukraina – Portugalia 1-4 

Polska – Belgia 4-2 

Czechy – Portugalia 10-2 

Polska – Ukraina 4-5 

Portugalia – Polska 6-5 

Czechy  – Belgia 2-8 

Polska – Czechy 4-3 

Belgia – Ukraina 8-3

#### Tabela
| Lok. | Drużyna    | Mecze | Punkty | Zw. | Rem. | Por. | Bramki |
| ---- | ---------- | ----- | ------ | --- | ---- | ---- | ------ |
| 1.   | Belgia     | 4     | 9      | 3   | 0    | 1    | 22-11  |
| 2.   | Polska     | 4     | 6      | 2   | 0    | 2    | 17-16  |
| 3.   | Portugalia | 4     | 6      | 2   | 0    | 2    | 14-20  |
| 4.   | Czechy     | 4     | 4      | 1   | 1    | 2    | 19-18  |
| 5.   | Ukraina    | 4     | 4      | 1   | 1    | 2    | 13-20  |

     Awans do półfinału
     Gra o miejsca 5-8
     Gra o miejsca 9-10, spadek z elity

## Miejsca 9-10
Chorwacja – Ukraina 6-4

## Miejsca 5-8

### Półfinały
Hiszpania – Czechy 3-3 (2-0 k.)

Portugalia – Szwajcaria 5-5 (2-3 k.)

### Mecz o 7. miejsce
Czechy – Portugalia 5-10

### Mecz o 5. miejsce
Hiszpania – Szwajcaria 3-1

## Miejsca 1-4

### Półfinały
Belgia – Niemcy 4-5 

Austria – Polska 1-1 (2-3 k.)

### Mecz o 3. miejsce
Austria – Belgia 6-7

### Finał
Polska – Niemcy 2-5

## Końcowa klasyfikacja
| Lp. | Drużyna    |
| --- | ---------- |
| 1.  | Niemcy     |
| 2.  | Polska     |
| 3.  | Belgia     |
| 4.  | Austria    |
| 5.  | Hiszpania  |
| 6.  | Szwajcaria |
| 7.  | Portugalia |
| 8.  | Czechy     |
| 9.  | Chorwacja  |
| 10. | Ukraina    |

## Kadra reprezentacji Polski[3]
Trener: 

– Dariusz Rachwalski
Zawodnicy: 

– Mateusz Popiołkowski (Grunwald Poznań) 

– Maksymilian Pawlak (Grunwald Poznań) 

– Maksymilian Koperski (HTHC Hamburg) 

– Jacek Kurowski (TSV Mannheim) 

– Jakub Chumeńczuk (Klipper THC) 

– Jakub Janicki (LKS Gąsawa) 

– Mikołaj Gumny (Warta Poznań) 

– Robert Pawlak (AZS Politechnika Poznańska) 

– Patryk Pawlak (AZS AWF Poznań) 

– Marcin Lewartowski (Stella Gniezno) 

– Gracjan Jarzyński (DTV Hannover) 

– Mateusz Hulbój (LKS Rogowo)